# Acanthaceae
Famille
Classification APG III (2009)
Les Acanthaceae (ou Acanthacées) sont une famille de plantes à fleurs dicotylédones de l'ordre des Lamiales. Elle comprend au moins 4 000 espèces réparties en près de 250 genres.

## Étymologie
Le nom vient du genre type Acanthus, ancien nom de la plante, du grec ancien άκανθα  / akantha, épine.

## Classification
Cette famille était autrefois placée dans l'ordre des Scrophulariales, mais la classification phylogénétique l'a placée dans l'ordre des Lamiales.
Selon l'Angiosperm Phylogeny Website, en ajoutant les différents genres de la famille des Nelsoniacées, cette famille compte en fait 3 500 espèces réparties en 229 genres.
La classification phylogénétique APG II (2003) y rajoute le genre Avicennia qui formait auparavant à lui tout seul la famille des Avicenniaceae.

## Description
Ce sont des plantes herbacées, des arbustes ou rarement des arbres. Ces plantes, parfois grimpantes ou épiphytes, sont répandues dans les régions tempérées à tropicales. On les rencontre principalement en Inde, Malaisie, Afrique, Brésil et Amérique centrale.

## Liste des genres

### Selon "The Plant List" 25 septembre 2012
Selon "The Plant List" 25 septembre 2012
- Acanthopale C.B.Clarke, (1899)
- Acanthopsis Harv., 1842
- Acanthostelma Bidgood & Brummitt
- Acanthura Lindau, 1901
- Acanthus L., 1753
- Achyrocalyx Benoist, 1930
- Adhatoda
- Aechmanthera Nees, 1832
- Afrofittonia Lindau, 1913
- Ambongia Benoist, 1939
- Ancistranthus Lindau, 1900
- Andrographis Wall. ex Nees, 1832
- Angkalanthus Balf.f., 1883
- Anisacanthus Nees, 1842
- Anisosepalum A.B.M.E. Hossain, 1972
- Anisostachya Nees, 1847
- Anisotes Nees, 1847
- Anomacanthus R.D.Good, 1923
- Apassalus Kobuski, 1928
- Aphanosperma T. F. Daniel, 1988
- Aphelandra R.Br., 1810
- Aphelandrella Mildbr., 1926
- Ascotheca Heine, 1966
- Asystasia Blume, 1826
- Asystasiella Lindau, 1895
- Avicennia L., 1753
- Ballochia Balf.f., 1884
- Baphicacanthus Bremek., 1944
- Barleria L., 1753
- Barleriola Oerst., 1855
- Beloperone Nees, 1832
- Benoicanthus Heine, 1966
- Blechum P. Browne, 1756
- Blepharis Juss., 1789
- Borneacanthus Bremek., 1960
- Boutonia A.DC., 1838
- Brachystephanus Nees, 1847
- Bravaisia A.DC., 1838
- Brillantaisia P.Beauv., 1818
- Brunoniella Bremek., 1964
- Calacanthus T.Anderson. ex Benth., 1876
- Calycacanthus K.Schum., 1889
- Camarotea Scott-Elliot, 1891
- Carlowrightia A. Gray, 1878, nom. cons.
- Celerina Benoist, 1964
- Centrilla Lindau, 1900
- Cephalacanthus Lindau, 1905
- Chaetacanthus Nees, 1836
- Chalarothyrsus Lindau, 1904
- Chamaeranthemum Nees, 1836
- Chileranthemum Oerst., 1854
- Chlamydacanthus Lindau, 1893
- Chlamydocardia Lindau, 1894
- Chlamydostachya Mildbr., 1934
- Chorisochora Vollesen, 1927
- Chroesthes Benoist, 1927
- Clarkeasia J.R.I.Wood, 1994
- Clinacanthus Nees, 1847
- Clistax Mart., 1829
- Codonacanthus Nees, 1847
- Conocalyx Benoist, 1966 publ. 1967
- Cosmianthemum Bremek., 1960
- Crabbea Harv., 1838
- Crossandra Salisb., 1806
- Crossandrella C.B.Clarke, (1899)
- Cuenotia Rizzini, 1956
- Cyclacanthus S.Moore, 1921
- Cynarospermum Vollesen, 1999
- Cyphacanthus Leonard, 1953
- Danguya Benoist, 1930
- Dasytropis Urb., 1924
- Dianthera L., 1753
- Dichazothece Lindau, 1898
- Dicladanthera F.Muell., 1882
- Dicliptera Juss., 1807, nom. cons.
- Dischistocalyx T.Anderson. ex Benth.
- Dolichostachys Benoist, 1962
- Drejera Nees, 1847
- Duosperma Dayton, 1945
- Dyschoriste Nees, 1832
- Ecbolium Kurz, 1871
- Echinacanthus Nees, 1832
- Elytraria Michx., 1803, nom. cons.
- Encephalosphaera Lindau, 1904
- Epiclastopelma Lindau, 1895
- Eranthemum L., 1753
- Eremomastax Lindau, 1894
- Eusiphon Benoist, 1939
- Filetia Miq., 1858
- Fittonia Coem., 1865
- Forcipella Baill., 1891
- Geissomeria Lindl., 1827
- Glossochilus Nees, 1847
- Graphandra J.B.Imlay, 1939
- Graptophyllum Nees, 1832
- Gymnophragma Lindau, 1917
- Gymnostachyum Nees, 1832
- Gynocraterium Bremek., 1939
- Gypsacanthus E.J.Lott, V.Jaram. & Rzed., 1986
- Habracanthus Nees, 1847
- Hansteinia Oerst., 1854
- Harpochilus Nees, 1847
- Hemigraphis Nees, 1847
- Henrya Nees, 1845
- Herpetacanthus Nees, 1847
- Heteradelphia Lindau, 1893
- Holographis Nees, 1847
- Hygrophila R.Br., 1810
- Hymenochlaena Bremek., 1944
- Hypoestes Sol. ex R.Br., 1810
- Isoglossa Oerst., 1854
- Isotheca Turrill, 1922
- Jacobinia Moric., 1946
- Jadunia Lindau, 1913
- Justicia L., 1753
- Kalbreyeriella Lindau, 1922
- Kita A.Chev., 1950
- Lankesteria Lindl., 1845
- Lasiocladus Bojer  ex Nees, 1847
- Lepidagathis Willd., 1800
- Leptosiphonium F.Muell., 1886
- Leptostachya Nees, 1832
- Liberatia Rizzini, 1947
- Lissospermum Bremek., 1944
- Listrobanthes Bremek., 1944
- Lophostachys Pohl, 1830
- Louteridium S.Watson, 1888
- Lustrinia Raf., 1836 publ. 1838
- Mackaya Harv., 1859
- Mananthes Bremek., 1948
- Megalochlamys Lindau, 1899
- Megaskepasma Lindau, 1897
- Mellera S.Moore, 1879
- Mendoncia Vell., ex Vand., 1788
- Metarungia Baden, 1984
- Mexacanthus T. F. Daniel, 1981
- Microstrobilus Bremek., 1944
- Mimulopsis Schweinf., 1868
- Mirandea Rzed., 1959
- Monachochlamys Baker, 1884 publ. 1883
- Monechma Hochst., 1841
- Monothecium Hochst., 1842
- Neesiella Sreem., 1967
- Nelsonia R.Br., 1810
- Neriacanthus Benth., 1876
- Neuracanthus Nees, 1832
- Nilgirianthus Bremek., 1944
- Nothoruellia Bremek. & Nann.-Bremek., 1948
- Odontonema Nees, 1842
- Oplonia Raf., 1838
- Orophochilus Lindau, 1897
- Pachystachys Nees, 1847
- Pachystrobilus Bremek., 1944
- Parachampionella Bremek., 1944
- Paragutzlaffia H. P. Tsui, 1990
- Pararuellia Bremek., 1948
- Parastrobilanthes Bremek., 1944
- Periestes Baill., 1890
- Perilepta Bremek., 1944
- Peristrophe Nees, 1832
- Petalidium Nees, 1832
- Phaulopsis Willd., 1799, nom. cons., orth. cons.
- Phlebophyllum Nees, 1832
- Phlogacanthus Nees, 1832
- Physacanthus Benth., 1876
- Pleocaulus Bremek., 1944
- Podorungia Baill., 1890
- Poikilacanthus Lindau, 1895
- Psacadopaepale Bremek., 1944
- Pseuderanthemum Radlk., 1883
- Pseudocalyx Radlk., 1883
- Pseudodicliptera Benoist, 1939
- Pseudoruellia Benoist, 1962
- Pseudostenosiphonium Lindau, 1893
- Psilanthele Lindau, 1897
- Pteracanthus  (Nees) Bremek., 1944
- Pteroptychia Bremek., 1944
- Ptyssiglottis T.Anderson., 1860
- Pulchranthus V.M.Baum, Reveal& Nowicke, 1983
- Pupilla Rizzini, 1950
- Pyrrothrix Bremek., 1944
- Razisea Oerst., 1854
- Rhaphidospora Nees, 1832
- Rhinacanthus Nees, 1832
- Ruellia L., 1753
- Rungia Nees, 1832
- Ruspolia Lindau, 1896
- Ruttya Harv., 1842
- Saintpauliopsis Staner, 1934
- Sanchezia Ruiz. & Pav., 1794
- Sarojusticia Bremek., 1944
- Sarotheca Nees, 1847
- Satanocrater Schweinf., 1868
- Schaueria Nees, 1838
- Sclerochiton Harv., 1842
- Semnothyrsus Bremek., 1944
- Sericocalyx Bremek., 1944
- Sericographis Nees, 1847
- Siphonoglossa Oerst., 1854
- Spathacanthus Baill., 1891
- Staurogyne Wall., 1831
- Staurogynopsis F. Mangenot & Aké Assi, 1959
- Stenandriopsis S.Moore, 1906
- Stenandrium Nees, 1836, nom. cons.
- Stenostephanus Nees, 1847
- Streblacanthus Kuntze, 1891
- Strobilanthes Blume, 1826
- Strobilanthopsis S.Moore, 1900
- Suessenguthia Merxm., 1953
- Symplectochilus Lindau, 1894
- Synnema Benth., 1846
- Taeniandra Bremek., 1944
- Tarphochlamys Bremek., 1944
- Teliostachya Nees, 1847
- Tessmanniacanthus Mildbr., 1926
- Tetraglochidium Bremek., 1944
- Tetramerium Nees, 1846
- Thelepaepale Bremek., 1944
- Thunbergia Retz., 1780
- Trichanthera Kunth, 1818
- Trichosanchezia Mildbr., 1926
- Whitfieldia Hook., 1845
- Xantheranthemum Lindau, 1895
- Xanthostachya Bremek., 1944
- Xenacanthus Bremek., 1944
- Yeatesia Small, 1896

### Selon Angiosperm Phylogeny Website
Selon Angiosperm Phylogeny Website (6 juillet 2010)
- Acanthopale C.B.Clarke
- Acanthopsis Harv.
- Acanthostelma Bidgood & Brummitt
- Acanthura Lindau
- Acanthus L.
- Achyrocalyx Benoist
- Aechmanthera Nees
- Afrofittonia Lindau
- Ambongia Benoist
- Ancistranthus Lindau
- Andrographis Wall. ex Nees
- Angkalanthus Balf.f.
- Anisacanthus Nees
- Anisosepalum E.Hossain
- Anisotes Nees
- Anomacanthus R.D.Good
- Anthacanthus Nees
- Apassalus Kobuski
- Aphanosperma T.F.Daniel
- Aphelandra R. Brown
- Aphelandrella Mildbr.
- Ascotheca Heine
- Asystasia Blume
- Asystasiella Lindau
- Avicennia L.
- Ballochia Balf.f.
- Barleria L.
- Barleriola Oerst.
- Benoicanthus Heine & A.Raynal
- Blechum P.Browne
- Blepharis Juss.
- Borneacanthus Bremek.
- Boutonia DC.
- Brachystephanus Nees
- Bravaisia DC.
- Brillantaisia P.Beauv.
- Brunoniella Bremek.
- Buceragenia Greenm.
- Calacanthus T.Anderson ex Bentham
- Calycacanthus K.Schum.
- Camarotea Scott-Elliot
- Carlowrightia A.Gray
- Celerina Benoist
- Centrilla Lindau
- Cephalacanthus Lindau
- Chaetacanthus Nees
- Chalarothyrsus Lindau
- Chamaeranthemum Nees
- Chileranthemum Oerst.
- Chlamydacanthus Lindau
- Chlamydocardia Lindau
- Chlamydostachya Mildbr.
- Chroesthes Benoist
- Clinacanthus Nees
- Clistax Mart.
- Codonacanthus Nees
- Cosmianthemum Bremek.
- Crabbea Harv.
- Crossandra Salisb.
- Crossandrella C.B.Clarke
- Cyclacanthus S.Moore
- Cylindrosolenium Lindau
- Cyphacanthus Leonard
- Cystacanthus T.Anderson
- Danguya Benoist
- Dasytropis Urb.
- Dichazothece Lindau
- Dicladanthera F.Muell.
- Dicliptera Juss.
- Diotacanthus Bentham
- Dischistocalyx T.Anderson ex Bentham
- Duosperma Dayton
- Dyschoriste Nees
- Ecbolium Kurz
- Echinacanthus Nees
- Elytraria Michaux
- Encephalosphaera Lindau
- Epiclastopelma Lindau
- Eranthemum L.
- Eremomastax Lindau
- Eusiphon Benoist
- Filetia Miq.
- Fittonia Coem.
- Forcipella Baillon
- Geissomeria Lindl.
- Glossochilus Nees
- Golaea Chiov.
- Graphandra J.B.Imlay
- Graptophyllum Nees
- Gymnostachyum Nees
- Gynocraterium Bremek.
- Gypsacanthus Lott, V.Jaram. & Rzed.
- Habracanthus Nees
- Haplanthodes Kuntze
- Harpochilus Nees
- Hemigraphis Nees
- Henrya Nees
- Herpetacanthus Nees
- Heteradelphia Lindau
- Holographis Nees
- Hoverdenia Nees
- Hulemacanthus S.Moore
- Hygrophila R. Brown
- Hypoestes Sol. ex R. Brown
- Indoneesiella Sreem.
- Ionacanthus Benoist
- Isoglossa Oerst.
- Isotheca Turrill
- Jadunia Lindau
- Juruasia Lindau
- Justicia L.
- Kalbreyeriella Lindau
- Kolobochilus Lindau
- Kosmosiphon Lindau
- Kudoacanthus Hosok.
- Lankesteria Lindl.
- Lasiocladus Bojer ex Nees
- Leandriella Benoist
- Lepidagathis Willd.
- Leptosiphonium F.Muell.
- Leptostachya Nees
- Linariantha B.L.Burtt & R.M.Sm.
- Lindauea Rendle
- Lophostachys Pohl
- Louteridium S.Watson
- Lychniothyrsus Lindau
- Mackaya Harv.
- Marcania J.B.Imlay
- Megalochlamys Lindau
- Megalostoma Leonard
- Megaskepasma Lindau
- Melittacanthus S.Moore
- Mellera S.Moore
- Mendoncia Vell. ex Vand.
- Metarungia Baden
- Mexacanthus T.F.Daniel
- Meyenia Nees
- Mimulopsis Schweinf.
- Mirandea Rzed.
- Monechma Hochst.
- Monothecium Hochst.
- Morsacanthus Rizzini
- Nelsonia R. Brown
- Neohallia Hemsl.
- Neriacanthus Bentham
- Neuracanthus Nees
- Odontonema Nees
- Ophiorrhiziphyllon Kurz
- Oplonia Rafinesque
- Oreacanthus Bentham
- Orophochilus Lindau
- Pachystachys Nees
- Pararuellia Bremek.
- Pelecostemon Leonard
- Perenideboles Ram.Goyena
- Pericalypta Benoist
- Peristrophe Nees
- Petalidium Nees
- Phaulopsis Willd.
- Phialacanthus Bentham
- Phlogacanthus Nees
- Physacanthus Bentham
- Podorungia Baillon
- Poikilacanthus Lindau
- Polylychnis Bremek.
- Populina Baillon
- Pranceacanthus Wassh.
- Pseuderanthemum Radlk.
- Pseudocalyx Radlk.
- Pseudodicliptera Benoist
- Pseudoruellia Benoist
- Psilanthele Lindau
- Ptyssiglottis T.Anderson
- Pulchranthus V.M.Baum, Reveal & Nowicke
- Razisea Oerst.
- Rhinacanthus Nees
- Rhombochlamys Lindau
- Ritonia Benoist
- Ruellia L.
- Ruelliopsis C.B.Clarke
- Rungia Nees
- Ruspolia Lindau
- Ruttya Harv.
- Saintpauliopsis Staner
- Salpixantha Hook.
- Samuelssonia Urb. & Ekman
- Sanchezia Ruiz & Pavon
- Sapphoa Urb.
- Satanocrater Schweinf.
- Sautiera Decaisne
- Schaueria Nees
- Sclerochiton Harv.
- Sebastiano-Schaueria Nees
- Siphonoglossa Oerst.
- Spathacanthus Baillon
- Sphacanthus Benoist
- Sphinctacanthus Bentham
- Spirostigma Nees
- Standleyacanthus Leonard
- Staurogyne Wall.
- Stenandriopsis S.Moore
- Stenandrium Nees
- Stenosiphonium Nees
- Stenostephanus Nees
- Stenothyrsus C.B.Clarke
- Streblacanthus Kuntze
- Streptosiphon Mildbr.
- Strobilacanthus Griseb.
- Strobilanthes Blume
- Strobilanthopsis S.Moore
- Styasasia S.Moore
- Suessenguthia Merxm.
- Tacoanthus Baillon
- Teliostachya Nees
- Tessmanniacanthus Mildbr.
- Tetramerium Nees
- Thunbergia Retz.
- Thysanostigma J.B.Imlay
- Tremacanthus S.Moore
- Trichanthera Kunth
- Trichocalyx Balf.f.
- Trichosanchezia Mildbr.
- Vindasia Benoist
- Whitfieldia Hook.
- Xantheranthemum Lindau
- Xerothamnella C.T.White
- Yeatesia Small
- Zygoruellia Baillon

### Selon NCBI
Selon NCBI (6 juillet 2010)
- sous-famille Acanthoideae
  - tribu Acantheae
    - Acanthopsis
    - Acanthus
    - Achyrocalyx
    - Aphelandra
    - Blepharis
    - Crossandra
    - Crossandrella
    - Cynarospermum
    - Encephalosphaera
    - Geissomeria
    - Holographis
    - Neriacanthus
    - Rhombochlamys
    - Salpixantha
    - Sclerochiton
    - Stenandrium
    - Streptosiphon

  - tribu Ruellieae
    - sous-tribu Andrographinae
      - Andrographis
      - Cystacanthus
      - Gymnostachyum
      - Indoneesiella
      - Phlogacanthus

    - sous-tribu Barleriinae
      - Barleria
      - Crabbea
      - Lepidagathis
      - Lophostachys

    - sous-tribu Justiciinae
      - Angkalanthus
      - Anisacanthus
      - Anisotes
      - Aphanosperma
      - Asystasia
      - Brachystephanus
      - Calycacanthus
      - Carlowrightia
      - Chalarothyrsus
      - Chileranthemum
      - Chlamydocardia
      - Chorisochora
      - Clinacanthus
      - Conocalyx
      - Dicliptera
      - Ecbolium
      - Fittonia
      - Forcipella
      - Gypsacanthus
      - Habracanthus
      - Harpochilus
      - Henrya
      - Herpetacanthus
      - Hoverdenia
      - Hypoestes
      - Isoglossa
      - Justicia
      - Kalbreyeriella
      - Mackaya
      - Megalochlamys
      - Megaskepasma
      - Metarungia
      - Mexacanthus
      - Mirandea
      - Monechma
      - Odontonema
      - Oplonia
      - Oreacanthus
      - Pachystachys
      - Peristrophe
      - Poikilacanthus
      - Populina
      - Pseuderanthemum
      - Ptyssiglottis
      - Razisea
      - Rhinacanthus
      - Rungia
      - Ruspolia
      - Ruttya
      - Schaueria
      - Spathacanthus
      - Stenostephanus
      - Streblacanthus
      - Tetramerium
      - Trichaulax
      - Yeatesia

    - sous-tribu Ruelliinae
      - Acanthopale
      - Aechmanthera
      - Baphicacanthus
      - Brillantaisia
      - Clarkeasia
      - Dipteracanthus
      - Dyschoriste
      - Eranthemum
      - Eremomastax
      - Hemigraphis
      - Hygrophila
      - Ruellia
      - Sanchezia
      - Sericocalyx
      - Stenosiphonium
      - Strobilanthes
      - Suessenguthia
      - Trichanthera

  - Acanthoideae incertae sedis
    - Acanthostelma
    - Acanthura
    - Camarotea
    - Chlamydacanthus
    - Golaea
    - Kudoacanthus
    - Lankesteria
    - Lasiocladus
    - Leandriella
    - Neuracanthus
    - Whitfieldia
- sous-famille Avicennioideae
  - Avicennia
  - Bravaisia
  - Duosperma
  - Eusiphon
  - Louteridium
  - Mellera
  - Mimulopsis
- sous-famille Nelsonioideae
  - Anisosepalum
  - Elytraria
  - Nelsonia
  - Ophiorrhiziphyllon
  - Staurogyne
  - Pararuellia
  - Petalidium
  - Phaulopsis
  - Polylychnis
- sous-famille Thunbergioideae
  - Mendoncia
  - Pseudocalyx
  - Thunbergia
  - Chaetacanthus
  - Duvernoia

### Selon Delta-angio
Selon DELTA Angio (6 juillet 2010)
- Acanthopale
- Acanthopsis
- Acanthostelma
- Acanthura
- Acanthus
- Achyrocalyx
- Adhatoda
- Afrofittonia
- Ambongia
- Ancistranthus
- Ancistrostylis
- Andrographis
- Angkalanthus
- Anisacanthus
- Anisosepalum
- Anisostachya
- Anisotes
- Apassalus
- Aphanosperma
- Aphelandra
- Aphelandrella
- Ascotheca
- Asystasia
- Asystasiella
- Ballochia
- Barleria
- Barleriola
- Beloperone
- Benoicanthus
- Blechum
- Blepharis
- Borneacanthus
- Boutonia
- Brachystephanus
- Bravaisia
- Brillantaisia
- Buceragenia
- Calacanthus
- Calophanoides
- Calycacanthus
- Camarotea
- Carlowrightia
- Celerina
- Cephalacanthus
- Chaetacanthus
- Chalarothyrsus
- Chameranthemum
- Championella
- Chileranthemum
- Chlamydocardia
- Chlamydostachya
- Chroesthes
- Clinacanthus
- Clistax
- Codonacanthus
- Conocalyx
- Corymbostachys
- Cosmianthemum
- Crabbea
- Crossandra
- Crossandrella
- Cyclacanthus
- Cylindrosolenium
- Cyphacanthus
- Dactylostegium
- Danguya
- Dasytropis
- Dichazothece
- Dicladanthera
- Dicliptera
- Didyplosandra
- Dipteracanthus
- Dischistocalyx
- Dolichostachys
- Drejera
- Drejerella
- Duosperma
- Dyschoriste
- Ecbolium
- Echinacanthus
- Encephalosphaera
- Epiclastopelma
- Eranthemum
- Eremomastax
- Eusiphon
- Filetia
- Fittonia
- Forcipella
- Forsythiopsis
- Gastranthus
- Geissomeria
- Glossocheilus
- Golaea
- Graphandra
- Graptophyllum
- Gymnophragma
- Gymnostachyum
- Gynocraterium
- Gypsacanthus
- Habracanthus
- Hansteinia
- Haplanthodes
- Harpochilus
- Henrya
- Herpetacanthus
- Heteradelphia
- Holographis
- Hoverdenia
- Hulemacanthus
- Hygrophila
- Hypoestes
- Ichthyostoma
- Indoneesiella
- Ionacanthus
- Isoglossa
- Isotheca
- Jadunia
- Juruasia
- Justicia
- Kalbreyeracanthus
- Kalbreyeriella
- Kosmosiphon
- Kudoacanthus
- Lankesteria
- Lasiocladus
- Leandriella
- Lepidagathis
- Leptostachya
- Liberatia
- Linariantha
- Lindauea
- Lophostachys
- Louteridium
- Lychniothyrsus
- Mackaya
- Marcania
- Megalochlamys
- Megalostoma
- Megaskepasma
- Melittacanthus
- Mellera
- Metarungia
- Mexacanthus
- Mimulopsis
- Mirandea
- Monothecium
- Morsacanthus
- Neohallia
- Neriacanthus
- Neuracanthus
- Odontonema
- Odontonemella
- Ophiorrhiziphyllon
- Oplonia
- Oreacanthus
- Orophochilus
- Pachystachys
- Pelecostemon
- Pentstemonacanthus
- Perenideboles
- Pericalypta
- Periestes
- Peristrophe
- Petalidium
- Phaulopsis
- Phialacanthus
- Phidiasia
- Phlogacanthus
- Physacanthus
- Podorungia
- Poikilacanthus
- Polylychnis
- Pranceacanthus
- Pseuderanthemum
- Pseudodicliptera
- Pseudoruellia
- Psilanthele
- Ptyssiglottis
- Pulchranthus
- Pupilla
- Razisea
- Rhinacanthus
- Rhombochlamys
- Ritonia
- Rostellularia
- Ruellia
- Ruelliopsis
- Rungia
- Ruspolia
- Ruttya
- Salpinctium
- Salpixantha
- Samuelssonia
- Sanchezia
- Santapaua
- Sapphoa
- Satanocrater
- Sautiera
- Schaueria
- Schwabea
- Sciaphyllum
- Sclerochiton
- Sebastiano-schaueria
- Siphonoglossa
- Spathacanthus
- Sphacanthus
- Sphinctacanthus
- Spirostigma
- Standleyacanthus
- Steirosanchezia
- Stenandriopsis
- Stenandrium
- Stenostephanus
- Streblacanthus
- Streptosiphon
- Strobilanthes
- Strobilanthopsis
- Styasasia
- Suessenguthia
- Synchoriste
- Taeniandra
- Tarphochlamys
- Teliostachya
- Tessmanniacanthus
- Tetramerium
- Theileamea
- Thomandersia
- Thyanostigma
- Tremacanthus
- Triaenanthus
- Trichanthera
- Trichocalyx
- Ulleria
- Vavara
- Vindasia
- Warpuria
- Xantheranthemum
- Xerothamnella
- Yeatesia
- Zygoruellia

### Selon ITIS
Selon ITIS (6 juillet 2010)
- Acanthus L.
- Andrographis Wallich ex Nees
- Anisacanthus Nees
- Aphelandra R. Br.
- Asystasia Blume
- Barleria L.
- Barleriola Oerst.
- Blechum P. Br.
- Carlowrightia Gray
- Dicliptera Juss.
- Drejerella
- Dyschoriste Nees
- Elytraria Michx.
- Eranthemum L.
- Graptophyllum Nees
- Hemigraphis Nees
- Henrya Nees ex Benth.
- Holographis Nees
- Hygrophila R. Br.
- Hypoestes Soland. ex R. Br.
- Justicia L.
- Nelsonia R. Br.
- Nomaphila Blume
- Odontonema Nees
- Oplonia Raf.
- Pachystachys Nees
- Pseuderanthemum Radlk.
- Ruellia L.
- Sanchezia Ruiz & Pavón
- Siphonoglossa Oerst.
- Stenandrium Nees
- Teliostachya Nees
- Teliostachys
- Tetramerium Nees
- Thunbergia Retz.
- Yeatesia Small